# 蓈底革命烈士纪念碑
蓈底革命烈士纪念碑，位于中国广东省江门市恩平市蓈底圩，为恩平市的一个市级文物保护单位，类型为近现代重要史迹及代表性建筑，公布时间为1983年。
蓈底革命烈士纪念碑的历史年代为1958年。